# Mujeres de Tahití
Mujeres de Tahití (En la playa) es un cuadro del pintor francés Paul Gauguin. Está realizado en óleo sobre lienzo. Mide 69 cm de alto y 91,5 cm de ancho. Fue pintado en 1891. Se encuentra en el Museo de Orsay, París, Francia. También es conocido como Tahitianas en la playa.
Este cuadro fue realizado por Gauguin durante su segunda estancia en la isla de Tahití. Allí descubrió un tipo femenino distinto al de las mujeres europeas, que reflejó en numerosos cuadros, como este en el que unas mujeres tahitianas se encuentran en la playa.
Una de las mujeres, la que queda a la izquierda del cuadro, viste a la manera tradicional, con ornamentación esquemática y plana que recuerda las estampas japonesas. Sin embargo, la de la derecha viste un vestido rosa típico de las misioneras. En una versión posterior del mismo tema sustituyó este vestido por un pareo.
Está pintado con la técnica conocida Como «cloisonismo»: encierra con trazos negros o azul de Prusia los colores planos. Destaca la monumentalidad del cuerpo humano, así como la perspectiva, forzada, que deforma los cuerpos.
En cuanto a la composición, es muy simple, rechaza la perspectiva y crea un fondo cerrado en el que sobresalen formas planas y líneas definidas. En este cuadro aparte de renunciar a la perspectiva, renuncia también a una composición convencional, suprime el modelado y las sombras, las franjas que representan el mar no son más que bandas superpuestas, y todo da la sensación de plano como las estampas japonesas.